# Октокнема
Октокнема (лат. Octoknema) — род растений монотипного семейства Октокнемовые (Octoknemaceae) порядка Санталоцветные (Santalales), распространённый во влажных тропических лесах Африки.
Первоначально растение причислили к семейству Олаксовые (Olacaceae), позднее относили к семействам Эритропаловые (Erythropalaceae) и Strombosiaceae.

## Ботаническое описание
Вечнозелёные двудомные кустарники или деревья до 30 м высотой. Листья очерёдные, расположены двумя рядами, простые, от узкоэллиптических до обратнояйцевидных, края цельные; черешок 0,8—4 см длиной.

## Таксономия
Octoknema Pierre Bulletin Mensuel de la Société Linnéenne de Paris 2: 1290. 1897.

### Виды
Род включает, по крайней мере, 14 видов:
- Octoknema affinis Pierre ex Tiegh.
- Octoknema aruwimiensis Mildbr.
- Octoknema bakossiensis Gosline & Malécot
- Octoknema belingensis Gosline & Malécot
- Octoknema borealis Hutch. & Dalziel
- Octoknema chailluensis Malécot & Gosline
- Octoknema dinklagei Engl.
- Octoknema genovefae Villiers
- Octoknema hulstaertiana R.Germ.
- Octoknema kivuensis Gosline & Malécot
- Octoknema klaineana Pierre typus[1]
- Octoknema mokoko Gosline & Malécot
- Octoknema ogoouensis Malécot & Gosline
- Octoknema orientalis Mildbr.